# 로마 육군
로마 육군(라틴어: exercitus Romanus)은 고대 로마부터 로마 왕국(기원전 500년 경),  로마 공화국(기원전 500년 ~ 31년), 로마 제국(기원전 31년 ~ 기원후 395년), 중세의 동로마 제국에 이르기까지 로마 군단에 소속된 군대였다. 이와 같이 로마 군단은 약 2,205년(기원전 753년 ~ 1453년)에 걸쳐 구성, 조직, 장비, 전술 등에서 수많은 변화을 거치며, 지속적인 전통의 핵심을 보존했다.

## 역사

### 초기 로마 육군 (기원전 500년 ~ 기원전 300년)
초기 로마 육군은 로마 왕국과 초기 로마 공화국의 군대였다. 전쟁이 주로 소규모 약탈이나 습격으로 이루어졌던 이 기간 동안, 군대는 에트루리아나 그리스의 조직과 장비유형을 따랐다고 제의되어 왔다. 초기 로마군은 해마다 징병제를 실시했다.

## 같이 보기
- 고대 로마의 군사
- 로마 군단
- 로마 보조군
- 승마 질서
- 로마 군단 목록(영어판)
- 보조군 연대 목록(영어판)
- 후기 로마 육군(영어판)
- 비잔티움 육군(영어판)
- 동로마 육군(영어판)